# 在ウクライナ中華人民共和国大使館
在ウクライナ中華人民共和国大使館（ざいウクライナちゅうかじんみんきょうわこくたいしかん、簡体字中国語: 中华人民共和国驻乌克兰大使馆、ウクライナ語: Посольство Китайської Народної Республіки в Україні、英語: Embassy of the People's Republic of China in Ukraine）は、ウクライナの首都キーウに置かれている中華人民共和国の大使館である。

## 歴史
1991年8月24日、ウクライナがソビエト連邦から離脱して独立し、12月27日に、中国がウクライナを主権国家として承認。1992年1月4日、両国の外交関係が樹立され、同年大使館が設立された。

## 管轄地域
キーウ、キーウ州、ヴィーンヌィツャ州、ヴォルィーニ州、ドニプロペトロウシク州、ジトーミル州、ザカルパッチャ州、イヴァーノ＝フランキーウシク州、ルハーンシク州、リヴィウ州、ポルタヴァ州、リウネ州、スームィ州、テルノーピリ州、ハルキウ州、フメリニツキー州、チェルカースィ州、チェルニウツィー州、チェルニーヒウ州を管轄している。

## 歴代大使
| 代 | 氏名（日本語） | 氏名（中国語簡体字） | 着任       | 退任       | 備考 |
| -- | -------------- | -------------------- | ---------- | ---------- | --- |
| 1  | 張震           | 张震                 | 1992年5月  | 1995年3月  | [ 2 ] |
| 2  | 潘占林         | 潘占林               | 1995年4月  | 1998年4月  | 初代キルギス駐箚大使、第11代ユーゴスラビア駐箚大使、第4代イスラエル駐箚大使                                       |
| 3  | 周暁沛         | 周晓沛               | 1998年7月  | 2000年10月 | 第14代ポーランド駐箚大使、第5代カザフスタン駐箚大使                                                               |
| 4  | 李国邦         | 李国邦               | 2000年11月 | 2003年9月  | 第2代クロアチア駐箚大使、第13代ユーゴスラビア駐箚大使、初代セルビア・モンテネグロ駐箚大使、第11代キプロス駐箚大使 |
| 5  | 姚培生         | 姚培生               | 2003年11月 | 2005年10月 | 第2代キルギス駐箚大使、第3代ラトビア駐箚大使、第4代カザフスタン駐箚大使                                           |
| 6  | 高玉生         | 高玉生               | 2005年11月 | 2007年1月  | 第4代トルクメニスタン駐箚大使、第4代ウズベキスタン駐箚大使                                                        |
| 7  | 周力           | 周力                 | 2007年2月  | 2010年4月  | 第8代カザフスタン駐箚大使                                                                                         |
| 8  | 張喜雲         | 张喜云               | 2010年7月  | 2016年5月  | 第4代アゼルバイジャン駐箚大使、第6代カザフスタン駐箚大使                                                          |
| 9  | 杜偉           | 杜伟                 | 2016年6月  | 2019年12月 | 第8代イスラエル駐箚大使                                                                                           |
| 10 | 范先栄         | 范先荣               | 2020年2月  | （現職）   | 第7代タジキスタン駐箚大使                                                                                         |